# ロベルト・ベリッチ
ロベルト・ベリッチ（Robert Berić、1991年6月17日 - ）はスロベニアのサッカー選手。元スロベニア代表。ポジションはFW。

## 経歴
2010年8月、ヨシップ・イリチッチと共にNKマリボルに移籍。
2013年6月、SKシュトゥルム・グラーツに100万ユーロで移籍した。自身初の国外移籍となった。
2014年には70万ユーロ前後でSKラピード・ウィーンに移籍し、33試合出場で27得点を挙げ、リーグ2位のゴール数を記録した。
2015年8月31日、ASサンテティエンヌに4年契約で移籍。
2020年1月18日、シカゴ・ファイアーFCに移籍。